# Om

Ký hiệu "Om" hoặc "Aum" trong Devanagari, có biểu tượng mặt trăng và mặt trời trên cùng

Om (listenⓘ, IAST: Auṃ hay Oṃ, tiếng Phạn: ॐ) là một âm thần bí và biểu tượng tâm linh của các tôn giáo Ấn Độ. Nó cũng là một chân ngôn trong Ấn Độ giáo, Phật giáo và Jaina giáo.
Om là một phần của biểu tượng được tìm thấy trong bản thảo thời cổ đại và trung cổ, trong các ngôi chùa, tu viện và các địa điểm tâm linh trong Ấn Độ giáo, Phật giáo và Jaina giáo. Các biểu tượng có ý nghĩa 
1. tinh thần trong tất cả dharma Ấn Độ, nhưng ý nghĩa của Om thay đổi theo các trường phái khác nhau trong cùng một đạo giáo và trong các đạo giáo khác nhau.

Trong Ấn Độ giáo, Om là một trong những biểu tượng tâm linh quan trọng nhất (pratima). Nó đề cập đến Atman (linh hồn, bản ngã bên trong) và Brahman (thực tế cuối cùng, toàn bộ vũ trụ, sự thật, thần linh, tinh thần tối cao, nguyên tắc của vũ trụ, tri thức). Chữ này thường được tìm thấy ở đầu và cuối chương trong Kinh Vệ-đà, Upanishads, và các kinh sách của Ấn Độ giáo. Đây là một câu thần chú linh thiêng được đọc trước và khi đọc các kinh sách thiêng liêng, trong lễ cầu nguyện puja và các buổi tụng kinh, trong các nghi lễ (sanskara) như đám cưới, và đôi khi trong các hoạt động thiền định và tâm linh như Yoga.
Các tên khác của nó là  omkara (ओंकार, oṃkāra), aumkara (औंकार, auṃkāra), và pranava (प्रणव, praṇava).